# لائوکوئون و پسرانش
لائوکوئون و پسرانش یا گروه لائوکوئون (ایتالیایی: Gruppo del Laocoonte) یکی از معروفترین مجسمه‌های باستانی کشف شده است که در سال ۱۵۰۶ در رم کشف شد و اکنون در موزه‌های واتیکان در معرض عموم قرار دارد. احتمالا این مجسمه همان مجسمه‌ای است که توسط پلینیوس مورد تقدیر قرار گرفت.
لائوکوئون مجسمه‌ای با اندازه تقریبا واقعی است که حدود دو متر در ارتفاع است و داستان کشیش شهر تروآ با نام لائوکوئون و دو پسرش را نمایش می‌دهد که توسط مارهای دریایی مورد حمله قرار گرفته‌اند.
گروه لائوکوئون به عنوان نسخه اولیه نمایش درد و زجر در هنر غربی شناخته می‌شود اما برخلاف هنر مسیحی که مصائب عیسی و شهیدان مسیحی را نمایش می‌دهد، درد و زجر نمایش یافته در این مجسمه رستگاری یا پاداشی را نشان نمی‌دهد.